# Sân bay Ed Daein
Sân bay Ed Daein (IATA: ADV) là một sân bay ở thành phố Ed Daein, Sudan.

## Hãng hàng không và điểm đến
| Hãng hàng không | Các điểm đến |
| --------------- | ------------ |
| Sudan Airways   | Khartoum     |